# Fossar Vell de Tortosa
El Fossar Vell de Tortosa és un cementiri de Tortosa (Baix Ebre) inclòs en l'Inventari del Patrimoni Arquitectònic de Catalunya.

## Descripció
Té planta rectangular irregular. Es tracta d'un recinte voltat per una tàpia, situat en un solar existent molt a prop de les primeres cases del raval de la Llet (anant-hi des de molt a prop del raval de Caputxins), al costat esquerre del carrer Barcelona que, situant a l'eix principal d'aquests ravals, donava a la porta principal d'accés del susdit fossar, avui tapiada, trobant-se l'entrada a la banda esquerra (mirant des de la façana que dona al carrer de Barcelona). Així, aquest es troba a prop de la petita carretera que, iniciant-se al carrer de Sant Jordi, porta cap al fossar nou. El recinte interior presenta unitats longitudinals de nínxols (de tres registres normalment) als laterals, adossats a la tàpia de tancament. Tanmateix, aquests també es troben travessats paral·lelament a la façana principal que donava al carrer de Barcelona. A les superfícies intermèdies hi ha tombes i el fossar presenta tres nivells en alçada.

## Història
Fou a principis del segle xix quan es va plantejar seriosament la construcció d'un fossar públic que tingués cabuda a la cada vegada major població tortosina. Així, es va instal·lar aquest fossar a l'extrem del barri del Rastre, iniciant-se les obres l'any 1804 (aquest fossar s'anomenaria "Lo fossà del Rastre") i immediatament posat en marxa, funcionant com a tal fins al 1834, en què es decideix el seu tancament, encara que va funcionar uns anys més, fins al 1841 en què fou tancat definitivament per manca de les mínimes condicions higièniques requerides. Per a substituir aquest primigeni fossar es va construir un nou recinte al lloc: "Pla d'Abaria", o de "Sant Llàtzer, al raval de la Llet, inaugurat el 4 de setembre del 1844 (és el fossar tractat). Aquest inaugurat, fou l'únic fossar de Tortosa fins a finals del segle xix i principis del segle xx, en què es va construir un nou fossar una mica més amunt del solar on es trobava el segon fossar tortosí, funcionant els dos a la vegada, encara que amb el pas dels anys adquirí l'últim tota l'exclusivitat. Realitzant-se així tots els enterraments dins del nou recinte, i inclús es traslladaren sepultures de l'antic. Avui en dia, al fossar vell només resten algunes poques tombes i el record.